# Godlevskita
La godlevskita és un mineral de la classe dels sulfurs. Rep el seu nom de Mikhail Nikolaevich Godlevskii (1902–1984), geòleg rus del "Institut Central d'exploració geològica per metalls bàsics i preciosos" de Moscou, Rússia.

## Característiques
La godlevskita és un sulfur de fórmula química (Ni,Fe)9S₈, tot i que originàriament la fórmula que se li assignava era Ni₇S₆. Cristal·litza en el sistema ortoròmbic. Es troba en forma d'agregats i de grans aïllats, de fins a 1 mil·límetre. La seva duresa a l'escala de Mohs es troba entre 4 i 5. És un mineral dimorf de l'espècie sense anomenar UM2002-26-S:FeNi, i és químicament similar a la pentlandita i a la heazlewoodita.
Segons la classificació de Nickel-Strunz, la godlevskita pertany a «02.B - Sulfurs metàl·lics, M:S > 1:1 (principalment 2:1), amb Ni» juntament amb els següents minerals: horomanita, samaniïta, heazlewoodita, oregonita, vozhminita, arsenohauchecornita, bismutohauchecornita, hauchecornita, tel·lurohauchecornita, tučekita, argentopentlandita, cobaltopentlandita, geffroyita, kharaelakhita, manganoshadlunita, pentlandita, shadlunita i sugakiïta.

## Formació i jaciments
Es troba en filons hidrotermals, o en peridotites amb altres sulfurs de níquel. Aquesta espècie va ser descoberta l'any 1969 a tres co-localitats tipus: les mines Zapolyarnyi, Mayak i número 8, a Norilsk, Rússia. Sol trobar-se associada a bornita, calcopirita, heazlewoodita, magnetita, mil·lerita, pentlandita, pirita i pirrotina.